# S/2003 J 23
S/2003 J 23 je přirozený satelit Jupiteru. Byl objeven v roce 2004 skupinou astronomů z Havajské univerzity vedených Scottem S. Sheppardem, na základě průzkumu fotografií pořízených roku 2003.
S/2003 J 23 má v průměru asi ~2 km, jeho průměrná vzdálenost od Jupitera činí 22,740 Mm, oběhne jej každých 700,5 dnů, s inklinací 149° k ekliptice (149° k Jupiterovu rovníku) a excentricitou 0,3931. S/2003 J 23 patří do rodiny Pasiphae.